# Le Déluge (film, 1915)
Pour les articles homonymes, voir Le Déluge.
Le Déluge (Потоп, potop) est un film russe réalisé par Piotr Tchardynine, sorti en 1915.

## Fiche technique
- Réalisation : Piotr Tchardynine
- Scénario : D'après un roman de Henryk Sienkiewicz
- Date de sortie : 
  - Empire russe : 14 avril 1915

## Distribution
- Ivan Mosjoukine